# Tętnica pęcherzowa dolna
Tętnica pęcherzowa dolna (łac. arteria vesicalis inferior) – w anatomii człowieka niewielkie, cienkie naczynie tętnicze będące jedną z gałęzi trzewnych tętnicy biodrowej wewnętrznej, przy czym może odchodzić bezpośrednio z jej pnia przedniego lub z innej jej gałęzi.
Początkowo biegnie wzdłuż ściany miednicy, później kieruje się przyśrodkowo i do przodu do podstawy pęcherzyka nasiennego, następnie od przodu krzyżuje moczowód. W tym miejscu oddaje gałąź pęcherzową unaczyniającą dolną część pęcherza moczowego (wraz z trójkątem pęcherzowym), a także u mężczyzn pęcherzyk nasienny, u kobiet zaś środkową część pochwy. Gałąź pęcherzowa tworzy zespolenia z gałęzią pęcherzową strony przeciwnej, a także z innymi tętnicami biorącymi udział w unaczynieniu pęcherza moczowego. U mężczyzn od tętnicy pęcherzowej dolnej odchodzi też gałąź gruczołu krokowego, przechodząca do przodu do części bocznej gruczołu krokowego i kończąca się na jego przedniej powierzchni.